# Walther P5
Pour les articles homonymes, voir P5.
Le P5 est un pistolet semi-automatique conçu au début des années 1970 par l’entreprise ouest-allemande Carl Walther.

## Historique
Le P5 est développé au début des années 1970 pour répondre à la demande de la police ouest-allemande, qui cherche alors un pistolet facilement utilisable, sans compromettre pour autant la sécurité. Il a été par la suite été adopté par les polices d’État du Bade-Wurtemberg et de la Rhénanie-Palatinat ainsi que par la police néerlandaise.

## Description
Le P5 est en partie une mise à jour du P38 de la Seconde Guerre mondiale, dont il reprend le système de verrouillage de la culasse à bloc tombant : le bloc culasse est maintenu en place contre le canon lors du tir par une plaque qui descend ensuite, permettant au bloc de reculer. Le mécanisme étant à double action, le chien est réarmé lors de ce mouvement pour le tir suivant.
Les dispositifs de sécurité sont en revanche entièrement nouveaux. L’arme ne dispose pas vraiment de sûreté : un levier situé à gauche permet de désarmer le chien et active les sécurité, mais comme le mécanisme est à double action, une simple pression sur la queue de détente permet de tirer. En revanche, le P5 est doté de sécurités élaborées. En particulier, le chien comporte un creux dans lequel le percuteur s’emboîte sans être touché en cas de relâchement non désiré du chien. L’alignement entre la partie plane du chien et le percuteur ne se fait que lorsque la queue de détente est pressée, ce qui empêche mécaniquement tout tir accidentel causé par un choc. Par ailleurs, une autre sécurité déconnecte la détente du chien tant que le bloc de culasse n’est pas fermé et verrouillé.